# Hugo Herrmann (Musiker)
Hugo Herrmann (* 19. April 1896 in Ravensburg; † 7. September 1967 in Stuttgart) war ein deutscher Komponist, Organist und Chorleiter.

## Leben

### Jugend und Studium
Herrmann stammte aus einer Lehrerfamilie und hatte zunächst selbst das Ziel, Volksschullehrer zu werden. Spätestens während seiner Studienzeit in Schwäbisch Gmünd kam sein schöpferisches Talent zu Tage. Seine erste Anstellung als Lehrer fand er 1914 in Reichenbach am Heuberg. Im Ersten Weltkrieg wurde er im Alter von knapp 22 Jahren schwer verwundet und daher 1918 entlassen. In seinen alten Beruf zurückgekehrt kam er nach einem kurzen Intermezzo in Balingen nach Ludwigsburg. Durch seine Arbeit mit dem Männerchorwesen wurde er darin bestärkt, sich der Musik zu verschreiben und nutzte die Nähe zu Stuttgart, um beim damaligen Direktor des Stuttgarter Konservatoriums Oskar Schröter die nötige Vorbereitung für ein Musikstudium zu erhalten. Seine nächste Station führte ihn an die Hochschule für Musik Berlin, wo er Klavier, Orgel, Komposition und Dirigieren studierte. Zu seinen Lehrern zählten hier Walther Gmeindl und insbesondere Franz Schreker  dessen Meisterklasse für Komposition er besuchte. Seinen Lebensunterhalt verdiente Herrmann als Pianist und Organist und schon bald entstanden seine ersten Kompositionen. Nach seiner Studienzeit kehrte der Jungkomponist und -musiker nach Württemberg zurück, doch die wirtschaftliche Krise zwang ihn mit seiner jungen, als Pianistin bekannten Frau eine Konzertreise in die Vereinigten Staaten zu unternehmen.

### Intermezzo in den USA 1923–1925
Als Konzertmusiker, Organist und Kirchenchorleiter hätte er in Detroit oder zumindest in den USA bleiben können, doch schon zwei Jahre später kehrte das von Heimweh geplagte Ehepaar nach Deutschland zurück. Trotz – oder gerade wegen – dieser wohl eindrucksvollen Erfahrung eines Auswanderers gehörten diese beiden Jahre zu den prägendsten und formten das im Studium erlernte Handwerk zu einem ansehnlichen Personalstil. In den folgenden Jahren entstanden „über 90 Werke der verschiedensten Art mit durchaus eigener Prägung“.

### Alte Heimat
Zurück in Deutschland wurde er in Reutlingen sesshaft, arbeitete als Schullehrer und war als Organist an St. Wolfgang tätig, womit sich auch eine erste Schaffensphase für Orgelliteratur ergab. Doch er ließ den Blick über den Tellerrand schweifen und festigte den schon vorher bestehenden Kontakt zu Paul Hindemith, einer damals zentralen Figur unter den deutschen Komponisten. 1926 erhielt er durch Vermittlung von Hindemith den Auftrag zu einer Komposition für das Akkordeonwerk „Sieben Neue Spielmusiken“, welches den musikalischen Grundstein der Neuen Musik für das Akkordeon legen sollte und die lebenslange Bindung Hermanns an die Trossinger Harmonika-Fachschule begründete. In diesem Zusammenhang entstanden in den folgenden Jahren etliche Werke für Akkordeon. Im Jahr 1930 entstand im Auftrag des Stadttheaters Wiesbaden seine Oper „Vasantasena“, für die er einen Staatspreis erhielt, nach dem 1928 erhaltenen Schubert-Preis seine zweite wichtige Auszeichnung. Ab dem Jahr 1933 bekannte er sich in der Komposition von Männerchören zum nationalsozialistischen Regime und ließ ein Arrangement des Horst-Wessel-Lieds (NSDAP-Hymne: „Die Fahne Hoch“) für Akkordeon im Hohner-Verlag erscheinen.
1935 wechselte er seine Anstellung und war fortan an der Harmonika-Fachschule tätig. Dadurch verringerte sich die Kluft zwischen Beruf und Berufung, wenngleich auch die pädagogische Seite Herrmanns nicht unterschätzt werden darf. Dennoch hatte er dort neue Möglichkeiten sein musikalisches Schaffen zu entfalten und es wurden genügend Kompositionen Herrmanns vom Publikum mit so großem Applaus aufgenommen, dass nach der Machtergreifung Herren wie Otto zur Nedden und Staatsrat Hans Severus Ziegler ihn im Auge behielten. Stücke wie die Chorburlesken im Zoo op. 73, eine fünfteilige Männerchorhumoreske mit Jazzcombo, waren ausschlaggebend für einen lebenseinschneidenden Vorfall 1936. Am 17. Juni wollte Walter Schulz – von 1945 bis 1948 Direktor der Staatlichen Hochschule für Musik in Weimar – Hermanns Gamben-Konzert op. 79 aufführen. Der Komponist kam zu diesem Anlass nach Weimar und fand sich bei einer Ausstellung unter der gefürchteten Rubrik Entartete Künstler eingereiht. Das Programmheft des Abends kommentierte dies nur mit „wurde von Goebbels abgesetzt“. Sein Name erschien nun neben denen von Paul Hindemith, Arnold Schönberg oder Igor Stravinsky bei den entsprechenden Ausstellungen in Frankfurt, Weimar, Düsseldorf und Wien. Am 2. Oktober 1939 beantragte er die Aufnahme in die NSDAP und wurde zum 1. November desselben Jahres aufgenommen (Mitgliedsnummer 7.229.753). Herrmann wurde Gauchorleiter „Gau Schwaben des Deutschen Sängerbundes“. „Herrmanns Verhältnis zur NSDAP bedarf einiger Differenzierung, da sein kompositorisches Werk auch der Diffamierung durch die nationalsozialistische Presse ausgesetzt war, bis hin zu der Kennzeichnung als "entartet", wogegen sich Herrmann vehement und mit Erfolg wehrte.“ Von 1935 bis 1963 war Herrmann Leiter der Trossinger Harmonika-Fachschule (später Städtische Musikschule Trossingen, heute Hohner-Konservatorium), obwohl er bis 1939 in Wien auf der Liste der „Entarteten Künstler“ stand. Im Juli 1944 trat er wieder aus der NSDAP aus, was auch seine Entnazifizierung im Jahr 1948 begünstigte.

## Werk
Besonders in den 1920er Jahren ist ein unermüdlicher Schaffensdrang zu spüren. Herrmann bemüht alle erdenklichen Gattungen und verarbeitet das musikalische Material auf durchaus zeitgenössische Weise. Chor- und Orgelkompositionen scheinen in dieser Zeit im Zentrum seines Schaffens zu stehen, was sich auch durch seine Tätigkeit als Organist und Chorleiter in Reutlingen erklärt. Aufsehen erregte im Bereich der Orgelkomposition sein op. 25 aus dem Jahre 1926 Fünf Stücke für Kammerorgel und Schlagzeuge, das er anlässlich der ersten Freiburger Orgeltagung schrieb. Zahlreiche moderne Stilelemente sind hier eingeflochten. Aphoristische Kürze prägt die fünf Sätze, die zwar nicht freitonal, aber doch von engen tonalen Bezügen befreit sind. Der Gebrauch von Perkussionsinstrumenten und jazzartigen Elementen sowie die rhythmische Behandlung des Orgelpedals zeigen den Komponisten auf der Höhe seiner Zeit. So einiges aus diesem Werk findet sich in ausgebreiteter Form bei Leif Kayser in seinem Concerto per Organo von 1965.
Die Kleine Kammermusik op. 13 wirkt teilweise dem Historismus und Max Reger zugewandt, doch sieht Hanns Moser Herrmanns Lied unter Tränen für Streichquartett mit Sopran von 1924 „auf den ersten Blick nicht weit von Schönbergs fis-Moll-Stück op. 10 gewachsen“. Auch der Kompositionsauftrag von Ernst Hohner für ein erstes genuines Akkordeonwerk ermöglichte kaum Rückgriffe auf Bekanntes. Sieben neue Spielmusiken war das Ergebnis Herrmanns, das in der Öffentlichkeit kontrovers diskutiert wurde. „Während die Volksmusiker das Werk als ungewöhnliche Neuheit bestaunten oder es als unspielbar ablehnten, verübelten die Fachgenossen ihrem Kollegen Herrmann das scheinbare Abgleiten […] von bisher erreichtem.“
Die 3. Symphonie entstand 1949/50 nach Bildern des Rothenburger Heiligblut-Altar von Tilman Riemenschneider.

## Werkliste (Auswahl)
Hermann nummerierte seine Werke nur bis zur Opus-Zahl 100, weshalb etliche Stücke nur mit dem Jahr der Uraufführung angegeben werden.

### Opern
- Vasantasena Op. 70, UA Wiesbaden 1930, Libretto: Lion Feuchtwanger
- Paracelsus Op. 100, UA Bremen 1943 (im Krieg verschollen)
- Der Rekord: Schuloper
- Das Wunder: Oper in einem Akt, UA Stuttgart 1937
- Gazellenhorn Op. 43, Kammeroper UA Stuttgart 1929 Libretto Elisabeth Gerdts-Rupp
- Picknick Op. 50, Kammeroper Libretto Elisabeth Gerdts-Rupp

### Orchesterwerke
- 1. Sinfonie Op. 32, UA Stuttgart 1928
- Festmusik für Blasorchester, 1929
- 2. Sinfonie Op. 56, UA Wiesbaden 1929
- Konzert für Violine und Orchester Op. 75, UA Wiesbaden 1931 mit Rudolf Bergmann, dem späteren Konzertmeister des Palästinensischen Symphonischen Orchesters, und Carl Schuricht
- Konzertmusik I für Streichorchester, Klavier, Trompete und Pauken Op. 79b, UA Reutlingen 1931
- Konzert für Gambe und Streichorchester Op. 79c, UA Wien 1931, deutsche Erstaufführung in Köln 1932 mit Paul Grümmer, gewidmet Paul Grümmer
- Sinfonie der Arbeit Op. 90 für gemischten Chor und Blasorchester, UA Stuttgart 1935
- Romantische Nachtmusik für Akkordeon-Orchester, UA Trossingen 1938
- Konzert für Akkordeon und Streich- oder Handharmonika-Orchester mit 2 Pauken ad lib., 1941
- Feiermusik II: Concerto grosso für Solooboe, Solocello und Concertino op. 98, 1944, UA Stuttgart 1946[12]
- 2. Konzert für Akkordeon und Orchester, UA Trossingen 1949
- 3. Symphonie (nach Bildern eines Riemenschneider-Altars) für großes Orchester und Knabenchor, UA München 1950
- Symphonische Metamorphosen für Orchester (nach Dantes Purgatorio), UA Stuttgart 1953
- 4. Symphonie nach der Musik der Oper Paracelsus für großes Orchester, UA Tübingen 1951
- 5. Symphonie (nach Dantes Göttlicher Komödie)

### Werke für Kammerensemble
- Symphonische Musik Op. 29b: Rundfunkmusik für Kammerorchester, UA Baden-Baden 1927
- Tonbild-Ouvertüre Op. 67a, UA Baden-Baden 1929
- Die Maschine Op. 69: Sinfonietta für Kammerorchester, UA Stuttgart 1929
- Konzert für Cembalo und Kammerorchester Op. 78, UA Berlin 1931, mit Alice Ehlers unter Hermann Scherchen, gewidmet Alice Ehlers
- Apokalypse 1945: Kammermusik I für 2 Solostimmen und Streichorchester, UA bei Tage Neuer Musik in Donaueschingen 1946

### Kammermusik
- Kleine Kammermusik im alten Stil für Streichquartett und Klavier Op. 13a, UA Reutlingen 1925
- Sonate für Violine und Klavier Op. 17, UA Stuttgart 1925
- Frühling: Drittes Streichquartett, UA Stuttgart 1939

### Musik für Harmonika, Akkordeon und Akkordeonensemble
- Sieben neue Spielmusiken für Akkorden Op. 57, UA Rundfunk Stuttgart 1927
- Schwäbische Dorfmusiken für Akkordeon, UA Trossingen 1934
- Jahrmarktsmusik für Akkordeon, UA Trossingen 1935
- Musikalische Bewegungsspiele für Akkordeon, UA Köln 1936
- Rondoletto für Akkordeon, UA Trossingen 1938
- Konzertetüden für Akkordeon, UA Trossingen 1946
- Drei kleine Feiermusiken für Akkordeon-Orchester, UA Stuttgart 1936
- Feierklangspiel für eine Handharmonikaspielergruppe mit anderen Instrumenten ad lib., 1943[13]
- Weihnachtspastorale für eine Handharmonikaspielergruppe mit anderen Instrumenten ad lib., 1944[14]

### Musik für Tasteninstrumente
- Gregorianische Fantasie für Orgel Op. 9b, UA Schorndorf 1923
- Toccata Gotica für Klavier Op. 16, UA Weinheim 1926
- Fünf Stücke für Kammerorgel Op. 25, UA Freiburg i. Br. 1926

### Kantaten
- Der Münsterturm Op. 1a: Cantata gotica für Tenor-Solo, Männerchor und Orgel (Orchester), UA Stuttgart 1923
- Deutsche Kantate Op. 6a für hohe Stimme, Männerchor und Orchester, UA Friedrichshafen 1926
- Chorburlesken im Zoo Op.73 für Männerchor und Kammerorchester, UA Chemnitz 1930, nach Texten von Joachim Ringelnatz
- Des Kindes Freud und Leid: Kantate für Kinderchor und Kinderorchester, UA Weinheim 1948

### Geistliche Musik
- Vorspiel zu einer hohen Feier (Te Deum) Op. 7 für 3 Solostimmen, großes Orchester und Orgel, UA Stuttgart 1925
- Missa Benedicta Fastosa Op. 33
- Missa a Capella Op. 53a, UA Dresden 1930
- Jesus und seine Jünger Op. 80: Oratorium für gemischten Chor und Orchester mit Texten aus dem Johannesevangelium und den Apokryphen, UA Weinheim und Berlin 1931
- Missa Mater Admiralis, 1950

### Weltliche Vokalmusik
- Minnespiel Op. 4 für Frauenchor und Harfe (oder Klavier), UA Heilbronn 1922
- Totentänze Op. 20 für gemischten Chor a cappella, UA Chemnitz 1926
- Marienminne Op. 22a für fünfstimmigen gemischten Chor a capella, UA Tage Neuer Musik in Donaueschingen 1926
- Zwei neue Madrigale Op. 47b für Männerchor, UA Ulm 1929
- Siebzehn Choretüden Op. 72 für gemischten Chor a capella, UA Berlin 1930
- Liebesfreuden, für gemischten Chor, UA Kassel 1934
- Ein Chorspruchband, für gemischten Chor, UA Dresden 1937
- Zwei Gesänge im Winter Op. 58 für mittlere Stimme und Klavier, UA Saarbrücken 1940
- Schicksalslied für hohe Stimme und Orgel, UA Tübingen 1943
- Nachtbilder für gemischten Chor, UA Ludwigsburg 1948

## Nachwirkung

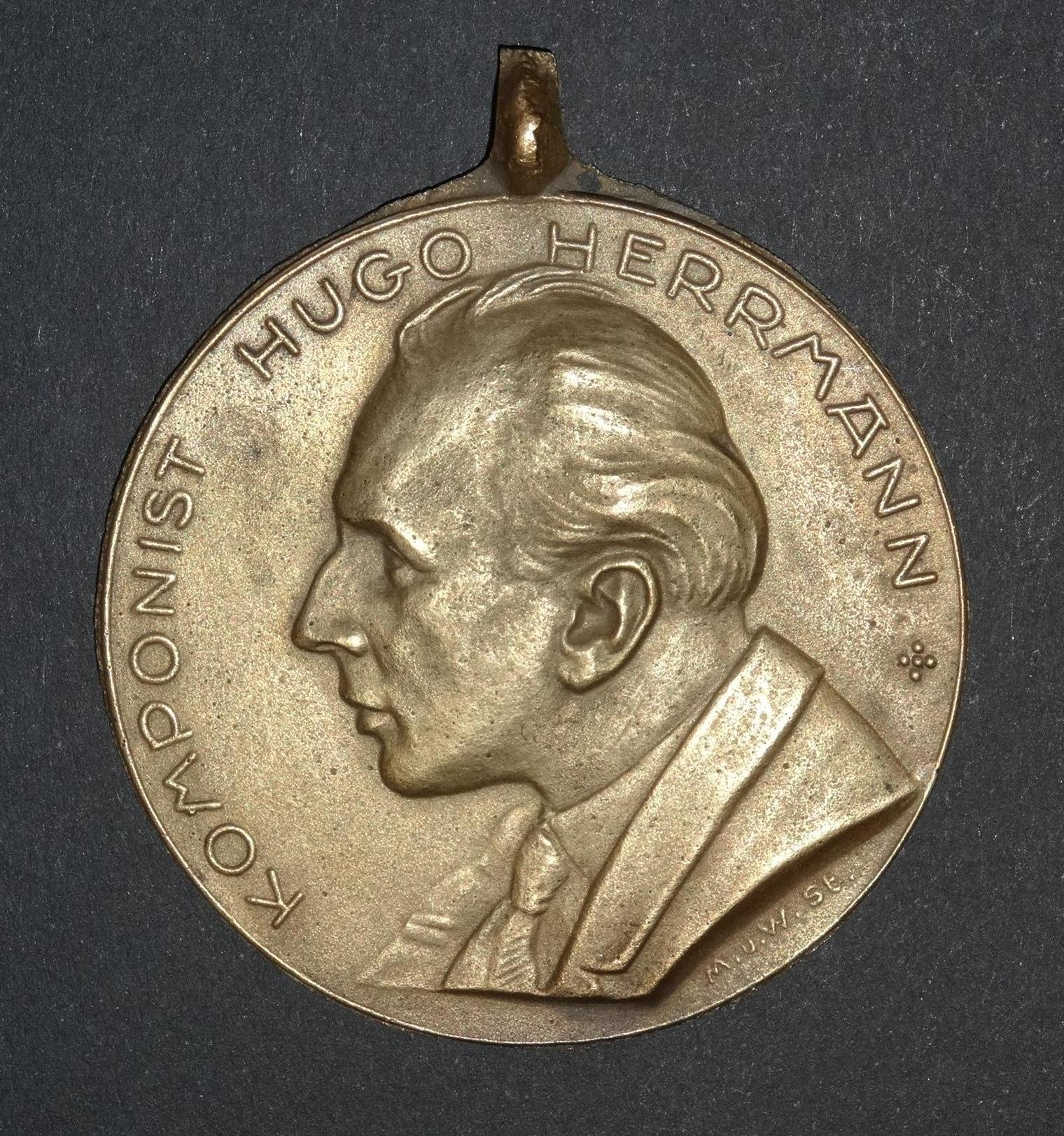
Einseitige Bronzegussmedaille von Mayer und Wilhelm-Stuttgart, auf den Komponisten Hugo Herrmann, 60 mm

Von Hugo Herrmann stammt die erste Komposition eines Solowerkes für Akkordeon. Er rief unter anderem die Pfullinger Kammermusik-Feste 1930–1933 sowie das Fest der Mannheimer Neuen Chormusik ins Leben. Nach Hugo Herrmann sind die Chorleiter-Seminare des Schwäbischen Sängerbundes, die Hugo-Herrmann-Seminare, benannt.
Zudem war er der Begründer des Schwäbischen Komponistenverbandes und dem 1953 entstandenen Deutschen Akkordeonlehrer-Verband mit Sitz in Frankfurt a. M., zu dessen Ehrenvorsitzendem er ernannt wurde.
In der Ravensburger Weststadt ist im Wohngebiet Huberesch eine Straße nach Herrmann benannt. Im Reutlinger Stadtteil Burgholz ist ebenfalls eine Straße nach ihm benannt.

## Ehrungen
- 1966: Großes Verdienstkreuz der Bundesrepublik Deutschland